# Mustapha Heron
Mustapha Jahhad Heron (Derby, 12 dicembre 1997) è un cestista statunitense.

## Carriera
Con gli Stati Uniti ha disputato i Giochi panamericani di Lima 2019.